# 133756 Carinajohnson
133756 Carinajohnson este o planetă minoră (asteroid) din centura de asteroizi. A fost descoperită pe 19 noiembrie 2003 la Catalina Station⁠(d) de Catalina Sky Survey. 
Obiectul prezintă o orbită caracterizată de o semiaxă mare de 2,6477556544875 UAi, o excentricitate de 0,16623484465419, o înclinație de 2,392129391827 ° în raport cu ecliptica.